# Милан Шарац
Милан Шарац (Ђедовци, код Сокоца, 1917 — Тјентиште, код Фоче, 7. јун 1943) био је учесник Народноослободилачке борбе и народни херој Југославије.

## Биографија
Рођен је 1917. у селу Ђедовци, код Сокоца. Потицао је из сељачке породице. Основну школу је похађао у Хан Стјеницама, а након њеног завршетка се бавио земљорадњом. Током одслужења војног рока у Југословенској војсци, 1939. завршио је Подофицирску школу.
Учествовао је у Априлском рату 1941, а након капитулације Југословенске војске избегао је заробљавање и вратио се у родни крај на Романију. Када је јула 1941. избио устанак у источној Босни, прикључио се првим устаницима на Романији. У Романијском партизанском одреду био је најпре борац, потом десетар, водник и на крају командир чете. Марта 1942. ступио је у Прву пролетерску ударну бригаду, где је постављен за командира Друге чете Шестог београдског батаљона. Касније се налазио на дужностима заменика команданта и команданта Београдског батаљона. Током 1941. примљен је у чланство Комунистичке партије Југославије (КПЈ).
У свим борбама у којима је учествовао, испољавао је велику храброст. Током боравка у Романијском партизанском одреду посебно се истакао у борбама на Романији, на фронту код Пала, борбама код Рогатице и др. Након преласка у Прву пролетерску бригаду, наставио је са подвизима, а посебно се истакао у нападу на Брадину, заузимању Кленка, борбама код Ливна и Јајца, форсирању Дрине и др.
У борби на Кленку, са својом четом је избацио из строја 70 усташа и разбио читаву усташку бојну из Мостара, а у борби на Царевом Пољу, приликом заузимања Јајца, његова чета је избацила из строја више од 100 Немаца. Због изванредних способности, његова чета је имала најистакнутије место у одбрани положаја на Брадини, током Четврте непријатељске офанзиве. Када су партизанске јединице и Централна болница прелазиле преко Неретве, његова чета је задржавала продор немачких снага преко Јабланице.
Током битке на Неретви, постао је командант Шестог београдског батаљона, са којим је два дана и две ноћи задржавао надирање главне непријатељске колоне, која је имала задатак да опколи партизанске јединице. Београдски батаљон је на Голом брду одсекао одступницу италијанским снагама и избацио из строја велики број њихових војника.
Када су током Пете непријатељске офанзиве, у борбама код Челебића, немачке снаге заробиле болницу и комору Шесте источнобосанске бригаде, његов батаљон је извршио напад и у брзом налету ослободио болницу и комору и одбацио немачке снаге петнаест километара, чиме је великом броју бораца омогућен прелазак преко Сутјеске. Погинуо је 7. јуна 1943. у борбама на Крековима, изнад Тјентишта.
Указом Президијума Народне скупштине ФНР Југославије 5. јула 1951. проглашен је за народног хероја.